# Jan Eckerdal
Jan Ola Martin Eckerdal, född 1 juli 1976 i Mattmars församling, Jämtlands län, är svensk präst och teolog. 
Jan Eckerdal, som är uppvuxen på Rödön i Jämtland och i Linköping, är son till prästen Anders Eckerdal och läkaren Marie Eckerdal. Han vigdes 2003 till präst i Strängnäs stift. Han har haft tjänst som komminister i Nyköpings församling, varit stiftsteolog i Strängnäs stift och är sedan 2021 direktor för teologi vid Sveriges kristna råd. 2022 utnämndes Eckerdal till hedersprost. Eckerdal har studerat teologi vid Linköpings universitet, Durham University och Uppsala universitet. 2012 disputerade Eckerdal med en doktorsavhandling om svensk folkkyrkoteologi, med titeln Folkkyrkans kropp: Einar Billings ecklesiologi i postsekulär belysning. I boken studerar Eckerdal folkkyrkoteologins föreställning om hur kyrkan rent faktiskt tar plats i världen, det vill säga vad som är folkkyrkans sociala kropp. I sitt senare skrivande har Eckerdal fortsatt intresserat sig för kyrkoteologiska frågor, exempelvis kyrka och nationalism, missionsteologiska och ekumeniska aspekter på kyrkan. I boken Fästpunkten reflekterar han över kyrkans kallelse att gestalta liv till Guds ära och vilken betydelse det kan få för Svenska kyrkan i vår tid.

### Redaktör
- 2018 – Svenska kyrkan. Strängnäs stift. Präst- och diakonmöte.[10]